# Distrikt Susapaya
Der Distrikt Susapaya liegt in der Provinz Tarata in der Region Tacna in Südwest-Peru. Der Distrikt wurde am 26. Oktober 1954 gegründet. Er besitzt eine Fläche von 359 km². Beim Zensus 2017 wurden 545 Einwohner gezählt. Im Jahr 1993 lag die Einwohnerzahl bei 969, im Jahr 2007 bei 848. Die Distriktverwaltung befindet sich in der 3390 m hoch gelegenen Ortschaft Susapaya mit Einwohnern (Stand 2017). Susapaya befindet sich 17 km nordwestlich der Provinzhauptstadt Tarata.

## Geographische Lage
Der Distrikt Susapaya liegt in der Cordillera Volcánica im Nordwesten der Provinz Tarata. Der Río Yabroco, Oberlauf des Río Salado, entwässert den Südwesten des Distrikts nach Süden zum Río Sama. An der nördlichen Distriktgrenze befindet sich der See Laguna Vilacota (Laguna Ancocota). Über den Río Mauri wird der See entlang der nördlichen Distriktgrenze nach Osten entwässert.
Der Distrikt Susapaya grenzt im Südwesten an den Distrikt Sitajara, im Westen an den Distrikt Candarave (Provinz Candarave), im Norden an den Distrikt Santa Rosa (Provinz El Collao) sowie im Südosten an den Distrikt Ticaco.